# Dieu-Merci Michel
Dieu-Merci Ndembo-Michel (Montréal, 9 febbraio 2004) è un calciatore canadese, attaccante del Vitória Guimarães.

## Carriera
È cresciuto nel settore giovanile del Vitória Guimarães ed ha debuttato in prima squadra il 23 dicembre 2024 nell'incontro di Primeira Liga pareggiato 2-2 contro il Nacional. Ha segnato il suo primo gol il 3 gennaio 2025 nella partita pareggiata 4-4 contro lo Sporting Lisbona.

## Statistiche

### Presenze e reti nei club
Statistiche aggiornate al 26 gennaio 2025
| Stagione        | Squadra             | Campionato      | Campionato | Campionato | Coppe nazionali | Coppe nazionali | Coppe nazionali | Coppe continentali | Coppe continentali | Coppe continentali | Altre coppe | Altre coppe | Altre coppe | Totale | Totale | Totale |
| Stagione        | Squadra             | Comp            | Pres       | Reti       | Comp            | Pres            | Reti            | Comp               | Pres               | Reti               | Comp        | Pres        | Reti        | Pres   | Reti   |        |
| --------------- | ------------------- | --------------- | ---------- | ---------- | --------------- | --------------- | --------------- | ------------------ | ------------------ | ------------------ | ----------- | ----------- | ----------- | ------ | ------ | ------ |
| 2022-2023       | Vitória Guimarães B | TL              | 5          | 1          | -               | -               | -               | -                  | -                  | -                  | -           | -           | -           | 5      | 1      |        |
| 2023-2024       | Vitória Guimarães B | CdP             | 22         | 5          | -               | -               | -               | -                  | -                  | -                  | -           | -           | -           | 22     | 5      |        |
| 2024-2025       | Vitória Guimarães B | CdP             | 11         | 2          | -               | -               | -               | -                  | -                  | -                  | -           | -           | -           | 11     | 2      |        |
| 2024-2025       | Vitória Guimarães   | PL              | 4          | 2          | CP+CdL          | 1+0             | 1+0             | UECL               | 0                  | 0                  | -           | -           | -           | 5      | 3      |        |
| Totale carriera | Totale carriera     | Totale carriera | 42         | 10         |                 | 1               | 1               |                    | 0                  | 0                  |             | -           | -           | 43     | 11     |        |